# Shelley (pel·lícula)
Shelley és una pel·lícula dramàtica de terror danesa del 2016 dirigida i coescrita per Ali Abbasi (en el seu debut com a director) i protagonitzada per Ellen Dorrit Petersen i Peter Christoffersen com a parella que, davant la impossibilitat de tenir fills, aconsegueix que la seva minyona romanesa (Cosmina Stratan) sigui una mare substituta, que aviat portarà a esdeveniments cada cop més sinistres a mesura que s'acosta la data del part. Es va mostrar a la secció Panorama del 66è Festival Internacional de Cinema de Berlín.

## Argument
Una jove romanesa, Elena, és contractada com a minyona per a una parella danesa, Louise i Kasper. Tot i que és rica, la parella decideix viure en una casa del llac sense electricitat, cultivar el seu propi menjar i criar pollastres. La seva única connexió amb el món exterior és un telèfon fix. Louise s'està recuperant de la cirurgia i necessita ajuda addicional a casa. Tot i que Elena se sent incòmoda amb l'aïllament inusual de la casa, s'hi adapta fàcilment. També coneix en Leo, un sanador espiritual i amic de la Louise que intenta ajudar a Louise a recuperar-se més ràpidament purgant la mala energia del seu cos.
L'Elena i la Louise s'uneixen ràpidament, i l'Elena li diu a la Louise que està estalviant diners perquè ella i el seu fill, que actualment viuen amb els pares de l'Elena, puguin tenir una casa pròpia. Louise, al seu torn, confia les seves dificultats per concebre un fill. Louise pregunta si Elena acceptaria ser una mare subrogada per a ella i en Kasper. A canvi, li comprarien un pis a l'Elena després de donar a llum. Per disgust dels seus pares, Elena accepta i se li implanta un dels òvuls congelats de Louise.
Tot i que el seu metge li ha assegurat que tot va bé, l'Elena comença a sentir-se inusual després de la implantació i s'adona d'una sèrie d'esdeveniments estranys: els pollastres tenen por d'ella, comença a al·lucinar sons i imatges i pateix malsons. En un d'aquests, dóna a llum un nadó mort; en un altre, una Louise empapada de sang li parla d'algú anomenat "Shelley". A mesura que avança l'embaràs, l'Elena perd pes, està constantment esgotada, desenvolupa gingivitis i experimenta desitjos d'embaràs inusuals i insalubres que la molesten. En Leo, intentant ajudar a l'Elena a superar el seu difícil embaràs, sent una mala energia que li surt del ventre. L'Elena creu que el nadó l'està matant, però quan expressa les seves preocupacions al seu metge, insisteix que el nadó està sa i que totes les seves dificultats són normals. També revela que el seu nadó és una nena, però quan l'Elena demana veure una ecografia, la màquina s'avaria misteriosament.
A mesura que avança l'embaràs, l'estat de l'Elena empitjora fins que té un dolor gairebé constant, obligant a Louise a convertir-se en la seva cuidadora. Una nit, durant un bany, l'Elena reacciona amb dolor quan l'aigua la toca, fent-la trencar i colpejar el seu propi ventre mentre crida que vol sortir el nen. Més tard aquella nit, Louise es troba amb l'Elena vagant per aturdiment, després d'haver atacat i intentat menjar-se un pollastre viu del seu galliner. La Louise tem que si Elena torna a casa, els seus pares es quedaran a ella i el nadó per sempre. Accepten mantenir l'Elena a la casa del llac i cuidar-la fins que neixi el nen, però una tarda, quan Louise deixa l'Elena sense vigilància, torna a trobar que Elena ha intentat avortar-se amb una agulla de teixir. L'Elena mor d'una hemorràgia interna, però el nadó està il·lès.
Kasper i Louise posen el nom de la bebè Shelley i Louise l'adora a l'instant. La Shelley comença a demostrar el mateix comportament estrany que l'Elena: les gallines li tenen por, i ella crida de dolor quan se li aboca aigua. Quan en Leo visita la casa, sent tal mal en Shelley que es veu obligat a fugir, per a la sorpresa de la Louise. Aviat, Kasper també es torna incòmode al voltant de Shelley, insistint que fa sorolls estranys que la Louise no escolta, però que porten a Kasper a un estat estrany i commocionat en el qual es torna completament insensible, fins al punt que ni tan sols reacciona quan accidentalment es talla la cama mentre talla llenya. La Louise no creu res d'això i està molesta perquè Kasper no sembla estimar la seva filla.
Louise es desperta enmig de la nit i la Shelly ha desaparegut. Corrent fora, troba Shelley amb Kaspar, que els ha tancat a tots dos al cotxe amb el motor en marxa en un aparent intent d'assassinat-suïcidi per monòxid de carboni. Louise rescata Shelley i assassina Kasper colpejant-se el cap repetidament a la porta del cotxe. Sacsejada, Louise s'asseu al llit amb Shelley mentre una figura no identificada de negre es troba a l'habitació amb ells abans de desaparèixer de sobte. Louise i Shelley es queden soles, sense cap explicació sobre els esdeveniments de la pel·lícula.

## Repartiment
- Björn Andrésen com a Leo
- Ellen Dorrit Petersen com a Louise
- Kenneth M. Christensen com a Simon
- Cosmina Stratan com a Elena
- Patricia Schumann com a Nanna
- Peter Christoffersen com a Kasper
- Marianne Mortensen com a Isabella
- Marlon Kindberg Bach com a Sigurd

## Recepció
Shelley té una puntuació d'aprovació del 92% al lloc web de l'agregador de ressenyes Rotten Tomatoes, basada en 12 ressenyes, i una puntuació mitjana de 6,8/10. Metacritic va assignar a la pel·lícula una puntuació mitjana ponderada de 62 sobre 100, basada en 5 crítics, indicant "crítiques generalment favorables".